# Stylops dominiquei
Stylops dominiquei  (лат.) — вид веерокрылых насекомых рода Stylops из семейства Stylopidae. Западная Европа: Испания, Португалия, Франция.
Паразиты пчёл вида Andrena flessae  (Andrena, Andrenidae).
Вид был впервые описан в 1909 году американским энтомологом Уильямом Дуайтом Пирсом (William Dwight Pierce).
В одной из новых работ по роду Stylops  в ходе анализа ДНК авторами (Straka et al., 2015) рассматривается в качестве предположительного синонима вида ?=Stylops aterrimus Newport, 1851 (в статусе «Supposed new junior subjective synonym», что на 2018 год не подтверждено соответствующими профильными базами данных, например, Eol.org и Strepsiptera database).